# Nati nel 1909/Dicembre
| Questa pagina contiene informazioni ricavate automaticamente dalle voci biografiche con l'ausilio del template Bio e di un bot. L'aggiornamento è periodico e automatico e ricostruisce completamente la pagina. Se manca una persona in questa lista, sei pregato di non aggiungerla, ma accertati piuttosto che la sua voce biografica contenga il template Bio e che i dati anagrafici siano correttamente compilati. Se il template Bio manca, inseriscilo tu stesso o, in alternativa, metti l'avviso {{tmp\|Bio}} che ne segnala la mancanza. Se i dati riportati sono sbagliati, correggi direttamente la voce biografica; le modifiche saranno visibili in questa lista entro pochi giorni. Per chiarimenti vedi il progetto biografie. La lista contiene solo le 124 persone che sono citate nell'enciclopedia e per le quali è stato implementato correttamente il template Bio. Pagina aggiornata al 2 lug 2025. |

- 1º dicembre - Lodovico Barbiano di Belgiojoso, nobile, architetto e designer italiano († 2004)
- 1º dicembre - Franz Bardon, esoterista ceco († 1958)
- 1º dicembre - Michele Borelli, allenatore di calcio e calciatore italiano († 1976)
- 1º dicembre - Karel Burkert, calciatore cecoslovacco († 1991)
- 1º dicembre - Enrique Pereira, pallanuotista uruguaiano († 1983)
- 1º dicembre - Francis Xavier Sanguon Souvannasri, vescovo cattolico thailandese († 1983)
- 1º dicembre - Hans-Heinrich Sievert, multiplista tedesco († 1963)
- 2 dicembre - Pietro Arcari, calciatore italiano († 1988)
- 2 dicembre - Arvo Askola, mezzofondista finlandese († 1975)
- 2 dicembre - June Clyde, attrice, cantante e ballerina statunitense († 1987)
- 2 dicembre - Mario Croci, calciatore italiano
- 2 dicembre - Erika Dannhoff, attrice tedesca († 1996)
- 2 dicembre - Marion Gräfin Dönhoff, giornalista e saggista tedesca († 2002)
- 2 dicembre - Walter Husemann, giornalista tedesco († 1943)
- 2 dicembre - Giuseppe Majone, militare e aviatore italiano († 1939)
- 2 dicembre - Sybille Schmitz, attrice tedesca († 1955)
- 2 dicembre - Harold Turner, ballerino britannico († 1962)
- 3 dicembre - Arne Berg, ciclista su strada svedese († 1997)
- 3 dicembre - Stanley Burbury, giurista e politico australiano († 1995)
- 3 dicembre - Orio Giacchi, giurista italiano († 1982)
- 3 dicembre - Charlotte Kretschmann, supercentenaria tedesca († 2024)
- 3 dicembre - Giovanni Moretti, calciatore e allenatore di calcio italiano († 1971)
- 3 dicembre - Otto Rohwedder, allenatore di calcio e calciatore tedesco († 1969)
- 4 dicembre - Carlo Pio d'Asburgo-Lorena, nobile austriaco († 1953)
- 4 dicembre - Bobbie Heine, tennista sudafricana († 2016)
- 5 dicembre - Argentina Díaz Lozano, scrittrice e poetessa honduregna († 1999)
- 5 dicembre - Herman Murray, hockeista su ghiaccio canadese († 1998)
- 7 dicembre - Euclydes Barbosa, calciatore brasiliano († 1988)
- 7 dicembre - Vladimír Bína, calciatore cecoslovacco († 1988)
- 7 dicembre - Tanți Cocea, attrice rumena († 1990)
- 7 dicembre - Erwin Lambert, militare e funzionario tedesco († 1976)
- 7 dicembre - Marian Mazur, ingegnere polacco († 1983)
- 7 dicembre - Mario Pizziolo, calciatore e allenatore di calcio italiano († 1990)
- 7 dicembre - Nikola Vapcarov, poeta bulgaro († 1942)
- 8 dicembre - Solomon Linda, musicista, compositore e cantautore sudafricano († 1962)
- 8 dicembre - Eugen Steimle, agente segreto e militare tedesco († 1987)
- 9 dicembre - Douglas Fairbanks Jr., attore e militare statunitense († 2000)
- 9 dicembre - Sarah Ferrati, attrice italiana († 1982)
- 10 dicembre - Richard Malik, calciatore tedesco († 1945)
- 10 dicembre - Hermes Pan, ballerino e coreografo statunitense († 1990)
- 10 dicembre - Willi Wigold, calciatore tedesco († 1943)
- 11 dicembre - Corrado San Giorgio, generale italiano († 2003)
- 11 dicembre - Oskar Thierbach, ciclista su strada e pistard tedesco († 1991)
- 11 dicembre - John Wyer, ingegnere inglese († 1989)
- 11 dicembre - Toshiko Yuasa, fisica giapponese († 1980)
- 11 dicembre - Antonio de Mare, calciatore argentino († 1969)
- 12 dicembre - Hans Keilson, scrittore, poeta e psicoanalista tedesco († 2011)
- 12 dicembre - George Milo, scenografo statunitense († 1984)
- 12 dicembre - Dick Moores, fumettista statunitense († 1986)
- 12 dicembre - Karen Morley, attrice statunitense († 2003)
- 12 dicembre - Fritz Ruchay, calciatore tedesco († 2000)
- 12 dicembre - Elis Wiklund, fondista svedese († 1982)
- 13 dicembre - Arpad De Riso, sceneggiatore italiano († 1983)
- 13 dicembre - Florine McKinney, attrice statunitense († 1975)
- 13 dicembre - István Miklósi, calciatore ungherese († 1963)
- 14 dicembre - Panagiōtīs Aggelopoulos, imprenditore greco († 2001)
- 14 dicembre - Nicholas Thomas Elko, arcivescovo cattolico statunitense († 1991)
- 14 dicembre - Anne Lombard-Jourdan, storica francese († 2010)
- 14 dicembre - Symphony Sid, disc jockey e conduttore radiofonico statunitense († 1984)
- 14 dicembre - Edward Lawrie Tatum, genetista statunitense († 1975)
- 15 dicembre - Səttar Bəhlulzadə, pittore azero († 1974)
- 15 dicembre - Jack Gwillim, attore britannico († 2001)
- 15 dicembre - Frank Henry, cavaliere statunitense († 1989)
- 16 dicembre - Rina Chiarini, partigiana italiana († 1995)
- 17 dicembre - Uberto Gillarduzzi, bobbista italiano († 1994)
- 17 dicembre - Archimede Seguso, imprenditore italiano († 1999)
- 17 dicembre - Teddy Smouha, velocista britannico († 1992)
- 17 dicembre - Hugo Weczerek, schermidore austriaco († 1984)
- 18 dicembre - Mona Barrie, attrice inglese († 1964)
- 18 dicembre - Pola Illéry, attrice e cantante rumena († 1993)
- 19 dicembre - Cornelius Chitsulo, vescovo cattolico malawiano († 1984)
- 19 dicembre - Walenty Kłyszejko, cestista e allenatore di pallacanestro estone († 1987)
- 19 dicembre - Isa Pola, attrice italiana († 1984)
- 19 dicembre - Pedro Regueiro, calciatore spagnolo († 1985)
- 20 dicembre - Ada Alessandrini, partigiana, politica e saggista italiana († 1991)
- 20 dicembre - Diane Ellis, attrice statunitense († 1930)
- 20 dicembre - Vagn Holmboe, compositore danese († 1996)
- 20 dicembre - Reuven Shiloah, funzionario e agente segreto israeliano († 1959)
- 21 dicembre - George Wildman Ball, diplomatico e banchiere statunitense († 1994)
- 21 dicembre - Roberto Longhi, ingegnere aeronautico italiano († 1994)
- 21 dicembre - Seichō Matsumoto, scrittore giapponese († 1992)
- 22 dicembre - Pierino Azimonti, politico italiano († 1991)
- 22 dicembre - Alan Carney, attore statunitense († 1973)
- 22 dicembre - Patricia Hayes, attrice britannica († 1998)
- 22 dicembre - Antonio Meluschi, scrittore, giornalista e partigiano italiano († 1977)
- 22 dicembre - Agnete Olsen, nuotatrice danese († 1997)
- 23 dicembre - Maurice Denham, attore britannico († 2002)
- 23 dicembre - Barney Ross, pugile statunitense († 1967)
- 23 dicembre - Riichi Sekiyama, giocatore di go giapponese († 1970)
- 23 dicembre - Mario Tortora, medico italiano († 1994)
- 23 dicembre - Joachim Werner, archeologo tedesco († 1994)
- 24 dicembre - Teresa Bandini, violinista italiana († 2008)
- 24 dicembre - Adam Rapacki, politico polacco († 1970)
- 24 dicembre - Umberto Visentin, calciatore e allenatore di calcio italiano († 1994)
- 25 dicembre - Manuel Arce, cestista peruviano († 1984)
- 25 dicembre - Zora Arkus-Duntov, ingegnere russo († 1996)
- 25 dicembre - Ivar Eriksson, calciatore svedese († 1997)
- 25 dicembre - Carlo Filogamo, schermidore e giornalista italiano († 2003)
- 25 dicembre - Ilmari Honkanen, militare finlandese († 1987)
- 25 dicembre - Reinhold Münzenberg, dirigente sportivo, allenatore di calcio e calciatore tedesco († 1986)
- 25 dicembre - Mary Shepard, artista e illustratrice britannica († 2000)
- 26 dicembre - Philippe Bono, ciclista su strada francese († 1986)
- 26 dicembre - Vitol'd Vitold'ovič Jakimčik, compositore di scacchi sovietico († 1977)
- 26 dicembre - Oldřich Nejedlý, calciatore cecoslovacco († 1990)
- 26 dicembre - Don Patterson, animatore e regista statunitense († 1998)
- 26 dicembre - Ninì Pietrasanta, alpinista italiana († 2000)
- 26 dicembre - Louis Van Lint, pittore belga († 1986)
- 27 dicembre - Evgenij Nikolaevič Andrikanis, regista sovietico († 1993)
- 27 dicembre - Giacomo Scalet, fondista italiano († 1990)
- 27 dicembre - Karl Steinbach, pallanuotista austriaco († 1983)
- 28 dicembre - Jacomina van den Berg, ginnasta olandese († 1996)
- 28 dicembre - Marjorie Fulton, violinista statunitense († 1962)
- 28 dicembre - David Murray, pilota automobilistico britannico († 1973)
- 29 dicembre - Giuseppe Alpino, politico italiano († 1976)
- 29 dicembre - Sam Barkas, calciatore inglese († 1989)
- 29 dicembre - Eduardo Mourinha, calciatore portoghese († 1990)
- 29 dicembre - Armando Riso, calciatore italiano
- 30 dicembre - Jaime Lazcano, calciatore spagnolo († 1983)
- 30 dicembre - Eugeniusz Lokajski, giavellottista, multiplista e fotografo polacco († 1944)
- 30 dicembre - Robert Millner Shackleton, geologo britannico († 2001)
- 31 dicembre - Giuseppe Addobbati, attore italiano († 1986)
- 31 dicembre - Mario Betto, anarchico e partigiano italiano († 1944)
- 31 dicembre - Erich Fischer, calciatore tedesco († 1990)
- 31 dicembre - Bobodžan Gafurov, politico e storico sovietico († 1977)